# Предсезонные хоккейные турниры
Межсезонные хоккейные турниры — короткие хоккейные турниры, проводящиеся в межсезонье, обычно в летнее время. Используется хоккейными клубами для тренировки.

## Список межсезонных хоккейных турниров

### Россия
- Мемориал И. Х. Ромазана — проводится в конце августа — начале сентября в Магнитогорске
- Мемориал А. Белосохова — проводится в середине августа в Новосибирске
- Мемориал В. Блинова — проводится в конце августа в Омске
- Мемориал П. И. Беляева — проводится в конце августа в Череповце
- Кубок Республики Башкортостан — проводится в конце августа-начале сентября в Уфе
- Кубок Президента Республики Казахстан — проводится в августе в Астане
- Кубок Губернатора Нижегородской области — проводится в августе в Нижнем Новгороде
- Кубок Губернатора Челябинской области — проводится в августе в Челябинске
- Кубок Лады — проводится в середине августа в Тольятти либо в одной из европейских стран (обычно в Германии)
- Кубок Мэра — проводится в конце августа в Москве
- Турнир памяти Николая Пучкова — проводится в августе в Санкт-Петербурге
- Sochi Hockey Open — проводится в августе в Сочи

#### Бывшие
- Кубок Прикамья — проводился в начале августа в Перми
- Кубок Спартака — проводился в конце августа в Москве
- Кубок Губернатора Московской области — проводился в конце августа в Мытищах
- Кубок Паюлахти — проводился в финском городе Паюлахти, однако, в нём участвовали исключительно российские команды
- Кубок Минска — проводился в июле в Минске
- Кубок Донбасса — проводился в августе в Донецке
- Турнир имени Аркадия Чернышева — проводился в августе в Москве
- Турнир «Каменный цветок» — проводился в августе в Екатеринбурге

### Европа
- European Trophy — заменил Nordic Trophy в результате расширения последнего
- Red Bull Salute — проводится в австрийском Зальцбурге, с 2010 — в рамках финала European Trophy
- Кубок Руди Хити — проводится в конце августа в словенском городе Блед
- Кубок Латвийской железной дороги — проводится в конце августа в столице Латвии Риге
- Турнир  Хямеэнлинна — проводится в августе в Хямеэнлинна (Финляндия)
- Wingas Cup — проводится в августе в Касселе (Германия)
- Mountfield Cup — проводится в августе в Градец — Кралове (Чехия)
- Hockeyades — проводится в августе в Ле-Сентье (Швейцария)
- Мемориал Збынека Куши — проводится в августе в Пардубице (Чехия)
- Мемориал Павла Забойника — проводится в августе в Зволене (Словакия)
- Lehner Cup — проводится в августе в Зурзее (Швейцария)
- Steel Cup — проводится в августе в Тршинец (Чехия)
- Basel Summer Ice Hockey — проводится в августе в Базеле (Швейцария)
- Kolin Cup — проводится в августе в Цуге (Швейцария)
- Cassovia Cup — заменил Кубок Татр. Проводится в августе в Кошице (Словакия)

#### Бывшие
- Кубок Тампере — проводился в середине августа в финском городе Тампере
- Nordic Trophy — проводился клубами Скандинавии, с 2010 заменен European Trophy
- Epson Cup — проводился в сентябре в Дюссельдорфе (Германия)
- Кубок Ахерна — проводился до 1977 года в Швеции
- Кубок Звезд — проводился с 1968 по 1976 год в Швеции
- Кубок Торонто — проводился на Рождество в Финляндии
- Кубок  Праги — проводится в августе в Праге (Чехия)